# Golākhor
Golākhvor (persiska: گل آخور) är en ort i Iran.   Den ligger i provinsen Östazarbaijan, i den nordvästra delen av landet, 600 km nordväst om huvudstaden Teheran. Golākhvor ligger 1 648 meter över havet och antalet invånare är 420.
Terrängen runt Golākhvor är huvudsakligen kuperad, men den allra närmaste omgivningen är bergig. Golākhvor ligger nere i en dal.Runt Golākhvor är det ganska glesbefolkat, med 27 invånare per kvadratkilometer. Närmaste större samhälle är Anderyān, 14,3 km öster om Golākhvor. Trakten runt Golākhvor består i huvudsak av gräsmarker.